# Drugstore Cowboy
Drugstore Cowboy is een Amerikaanse film van Gus Van Sant die werd uitgebracht in 1989. 
Het scenario is gebaseerd op de pas in 1990 gepubliceerde autobiografische roman van James Fogle.  

## Verhaal
1971. Bob is de leider van een groep verslaafden die de Pacific Northwest rondreizen op zoek naar drugs en geld. Daartoe overvallen ze apotheken en ziekenhuizen. Wanneer een meisje van de groep een overdosis niet overleeft raakt Bob gemotiveerd om af te kicken en om zo eindelijk weer het rechte pad te bewandelen. Zijn vrouw Dianne heeft echter geen zin om van haar verslaving af te komen. 

## Rolverdeling
| Acteur                  | Personage      |
| ----------------------- | -------------- |
| Matt Dillon             | Bob Hughes     |
| Kelly Lynch             | Dianne         |
| James LeGros            | Rick           |
| Heather Graham          | Nadine         |
| Max Perlich             | David          |
| James Remar             | Gentry         |
| Grace Zabriskie         | mevrouw Hughes |
| William S. Burroughs II | Tom            |